# Natalie Geisenberger
Natalie Geisenberger, née le 5 février 1988 à Munich, est une lugeuse allemande. 
Au cours de sa carrière, elle devient rapidement l'une des lugeuses les plus brillantes, après trois titres de championne du monde individuels en junior (2005, 2006 et 2007), elle intègre alors l'équipe d'Allemagne en Coupe du monde. Championne d'Europe et vice-championne du monde derrière sa compatriote Tatjana Hüfner en 2008, elle confirme son talent l'année suivante en étant une nouvelle fois vice-championne du monde derrière cette fois-ci l'Américaine Erin Hamlin, un titre mondial en relais et une deuxième du classement général de la Coupe du monde. Elle obtient une première médaille olympique avec le bronze lors de l'édition de 2010. Elle commence sa domination sur la spécialité en remportant deux titres mondiaux en 2013, puis deux médailles d'or lors des Jeux de 2014. Lors des deux éditions suivantes des championnats du monde, elle remporte les titres en individuel et en relais. Durant cette période de 2013 à 2017, elle remporte lors de chaque édition la coupe du monde. Lors des Jeux de 2018, elle remporte deux nouveaux titres, la course l'individuelle et course par équipes.
Elle réédite la même performance aux Jeux de Pékin 2022, totalisant désormais six médailles d'or olympiques. Elle reste invaincue sur trois olympiades. 

## Biographie

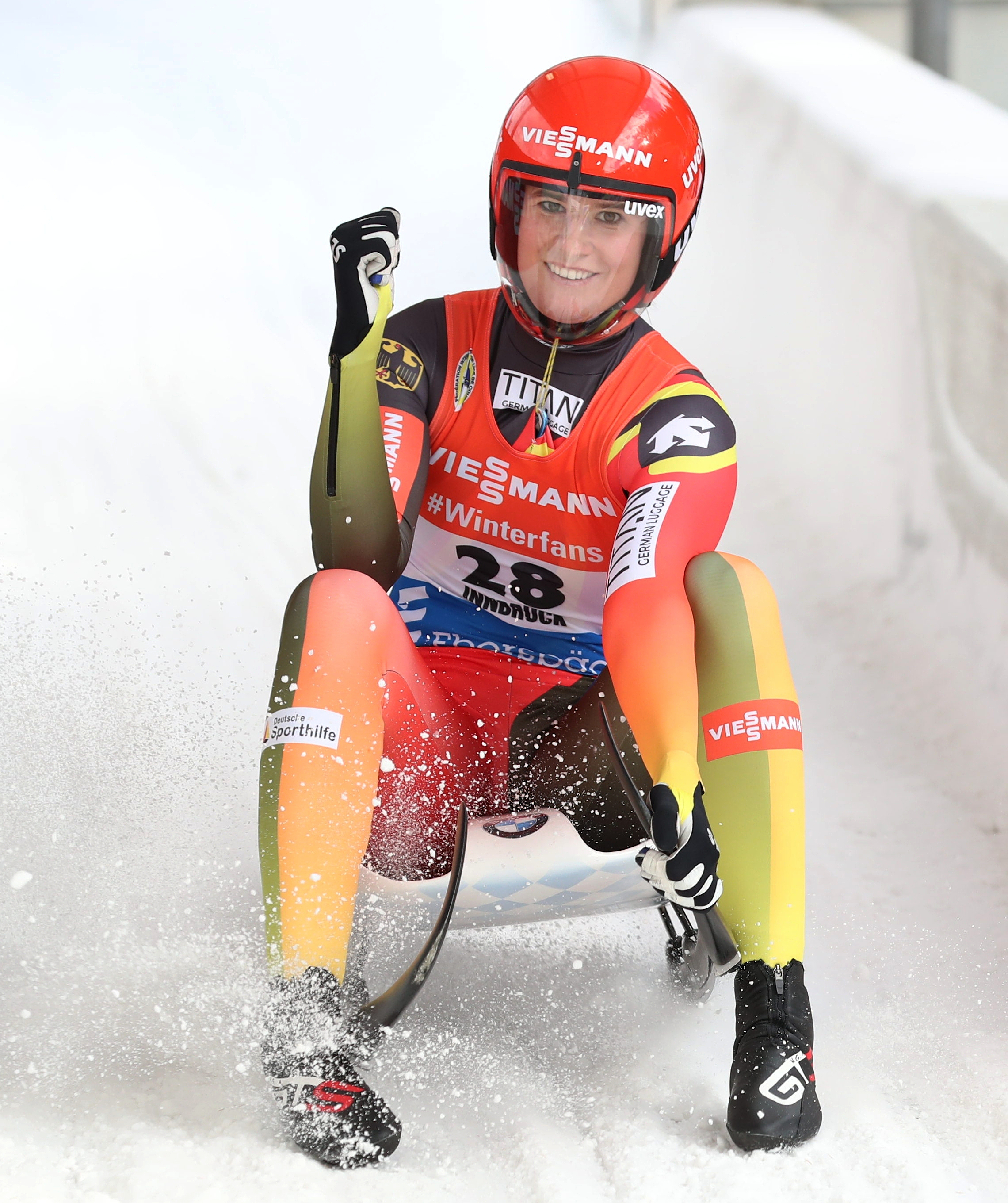
Natalie Geisenberger lors de la coupe du monde de luge 2018-2019 sur la piste de bobsleigh, luge et skeleton d'Igls.

Natalie Geisenberger naît à Munich en 1988. À six ans, sa famille déménage pour Miesbach, c'est ici à l'âge de dix ans qu'elle intègre le club local de luge. Rapidement en junior, elle domine ses adversaires, remportant 14 Coupes du monde junior et trois Championnats du monde junior (2005, 2006 et 2007), cette dernière année en 2007 elle intègre la Coupe du monde avec l'équipe d'Allemagne et lors de sa première course à Altenberg, elle termine seconde le 20 janvier 2007.
En 2008, elle remporte son premier titre en devenant championne d'Europe à Cesana Pariol puis vice-championne du monde à Oberhof derrière sa compatriote Tatjana Hüfner, également elle termine 3e au classement final de la Coupe du monde 2008. En 2009, une nouvelle fois elle devient vice-championne du monde à Lake Placid derrière l'Américaine Erin Hamlin (cette dernière met fin à la série de 99 victoires allemandes d'affilée dans les compétitions internationales) mais remporte le titre mondial dans le relais mixte par équipes en compagnie de Felix Loch, André Florschütz et Torsten Wustlich, enfin elle termine seconde de la Coupe du monde 2009 derrière Hüfner. Aux Jeux olympiques elle s'inscrit dans la tradition de la luge allemande en décrochant une médaille de bronze derrière Reithmayer et sa compatriote Hüfner (en or).
L'année 2013 est celle de la consécration, elle domine largement la Coupe du monde et obtient donc son premier globe de cristal (avec 6 victoires) après quatre ans où elle devait se contenter du rôle de dauphine de Tatjana Hüfner, elle s'impose aussi lors des Championnats du monde et des championnats d'Europe.
Lors des Jeux olympiques d'hiver de 2014, elle est double médaillée d'or, d'abord en individuel devant Hüfner puis lors de l'épreuve par équipes en relais.
Lors des épreuves de luge des Jeux olympiques de 2018, elle conserve son titre en individuelle en s'imposant devant sa compatriote Dajana Eitberger et la Canadienne Alex Gough. Elle remporte la course par équipes, disputée sous la forme d'un relais mixte, associée à Johannes Ludwig et Tobias Wendl. La domination de  Natalie Geisenberger et de l'Allemagne se poursuit à Pékin en 2022 où elle gagne le simple femmes pour la troisième fois consécutive, et l'épreuve par équipes avec les mêmes coéquipiers qu'en 2018. 
En dehors de la luge, Natalie Geisenberger est aspirante officier de police.

## Palmarès

### Jeux olympiques d'hiver
- médaille d'or en individuelle en 2014.
- médaille d'or par équipes en 2014.
- médaille d'or en individuelle en 2018.
- médaille d'or par équipes en 2018.
- médaille d'or en individuelle en 2022.
- médaille d'or par équipes en 2022.
- médaille de bronze en individuelle en 2010.

### Championnats du monde
- médaille d'or en simple en 2013, 2015, 2016 et 2019.
- médaille d'or en sprint en 2019.
- médaille d'or par équipes en 2009, 2013, 2015 et 2016.
- médaille d'argent en simple en 2008, 2011 et 2019.
- médaille d'argent en sprint en 2016.
- médaille de bronze en simple en 2012.
- médaille de bronze par équipes en 2019.

### Coupe du monde

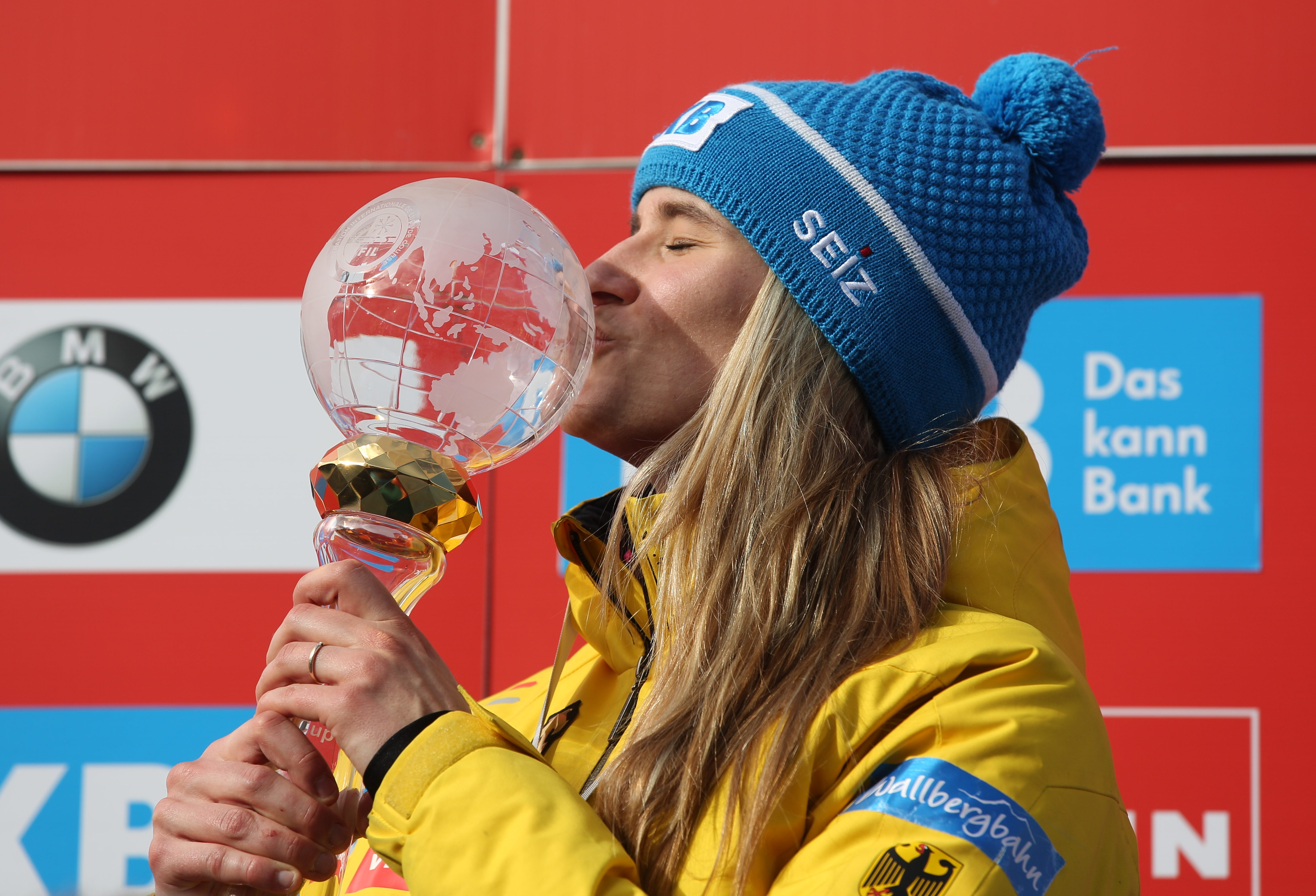
Natalie Geisenberger embrasse le cristal des vainqueuses de la coupe du monde de luge 2016-2017. Février 2017.

- 8 gros globe de cristal en individuel : 2013, 2014, 2015, 2016, 2017, 2018, 2019 et 2021.
- 5 petits globe de cristal en individuel : 
  - Vainqueur du classement sprint en 2015, 2017, 2018 et 2019.
  - Vainqueur du classement classique en 2021.
- 116 podiums individuels : 
  - en simple : 48 victoires, 44 deuxièmes places et 9 troisièmes places.
  - en sprint : 4 victoires, 4 deuxièmes places et 7 troisièmes places.
- 33 podiums en relais : 23 victoires, 6 deuxièmes places et 4 troisièmes places.

### Détail des victoires en Coupe du monde
| Édition   | Piste                                                              |
| 2008-2009 | Winterberg Altenberg Whistler                                      |
| 2009-2010 | Igls Winterberg Cesana                                             |
| 2010-2011 | Königssee                                                          |
| 2011-2012 | Whistler Oberhof Sigulda                                           |
| 2012-2013 | Königssee Altenberg Königssee Oberhof Winterberg Lake Placid       |
| 2013-2014 | Lillehammer Igls Winterberg Whistler Park City Königssee Altenberg |

### Championnats d'Europe
- médaille d'or du simple en 2008, 2013, 2017, 2019 et 2022.
- médaille d'argent du simple en 2015, 2018 et 2021.
- médaille d'or par équipes en 2013 et 2017.
- médaille d'argent par équipes en 2018, 2019 et 2022.
- médaille de bronze par équipes en 2021.